# Прогре дьо Салоник
„Прогре дьо Салоник“ (на френски: Le Progrès de Salonique, в превод Солунски напредък) е френскоезичен вестник, излизал в Солун, Османската империя в края на XIX век.
Във вестника са разглеждат проблеми от областта на политиката, икономиката и литературата. Излиза от февруари 1900 година, издаван от италианеца Салваторе Муратори и гърка Николаос Ксенофонтидис. Първоначално излиза два пъти, после четири пъти в седмицата, а преди 1911 година става ежедневник.
Вестникът се появява като конкуренция на първия френскоезичен солунски вестник „Журнал дьо Салоник“, с когото влиза във война. В средата на април 1900 година първият главен редактор Алфред Комбарну е уволнен и се връща в „Журнал“. На негово място идва Виктор Салаха. Първоначално подобно на „Журнал“ вестникът е насочен към всички солунчани, но постепенно се съсредоточава върху еврейската тематика. „Прогре“ има 700 броя тираж, а „Журнал“ – около 1000.
В 1903 година Муратори напуска вестника и започва да издава гръцкоезичния „Алития“. През май 1908 година към редакцията се присъединява известният журналист и привърженик на франкоюдаизма Алберто Матарасо, който по-късно става главен редактор и издател на вестника. След Младотурската революция мениджър на вестника става Менахем Молхо. Между 1909 и 1915 година има и ладински вариант, наречен „Импарсиал“, редактиран от Матарасо, Молхо и Ментеш Бен Санджи.